# Sankt Margrethen
Sankt Margrethen est une commune suisse du canton de Saint-Gall, située dans la circonscription électorale de Rheintal.

Photo aérienne prise à 300 m par Walter Mittelholzer (entre 1918 et 1937).

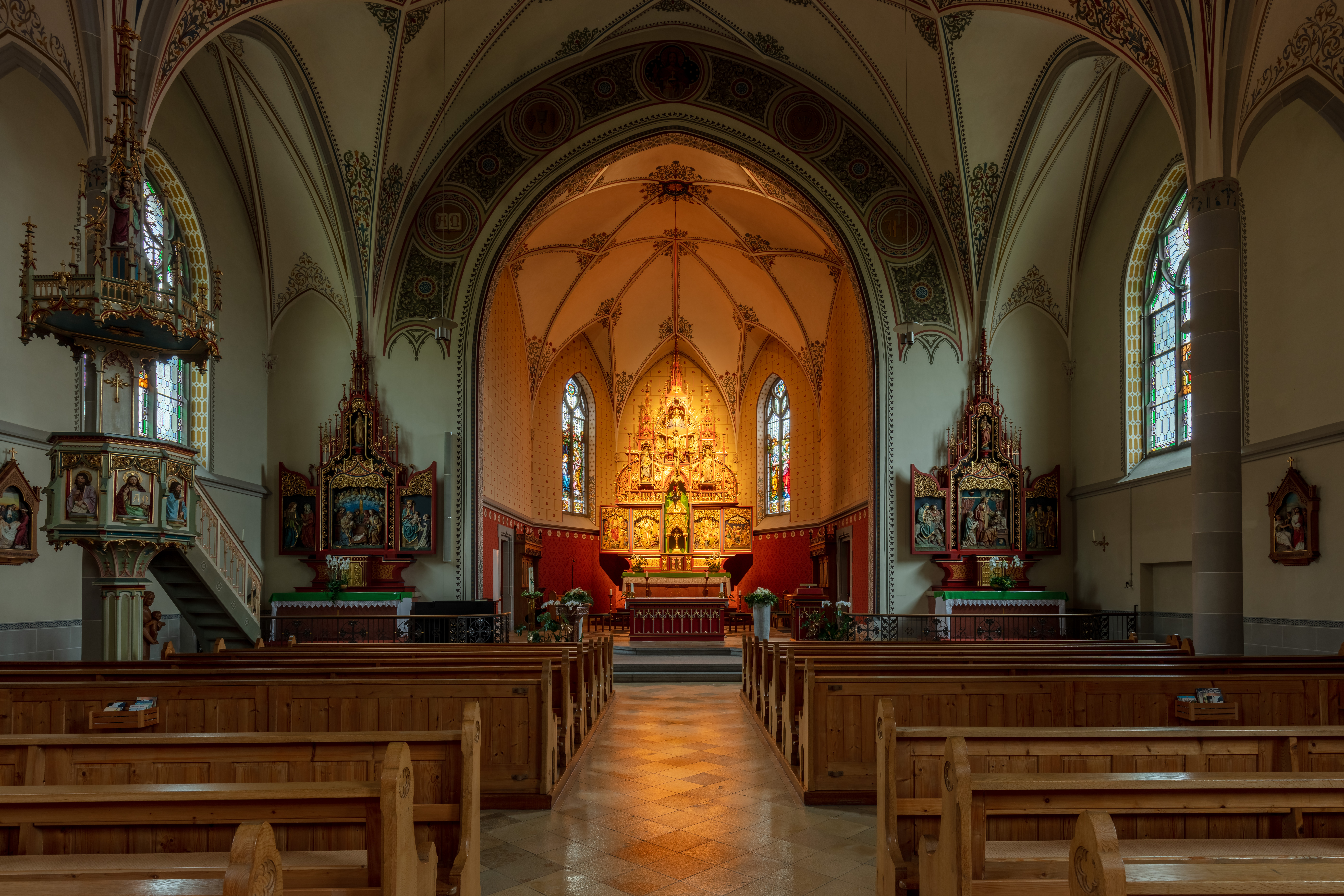
Dans l'église sainte Marguerite à Sankt Margrethen. Octobre 2022.

## Transports
La gare CFF de St. Margrethen est également le départ de la route cycliste nationale appelée Route panorama alpin qui conduit à Aigle, dans le canton de Vaud.